# بوریس پاهور
بوریس پاهور (انگلیسی: Boris Pahor؛ زادهٔ ۲۶ اوت ۱۹۱۳ – درگذشتهٔ ۳۰ مهٔ ۲۰۲۲) نویسنده اهل اسلوونی بود. وی در هنگام مرگ پیرترین بازمانده در قید حیات هولوکاست محسوب می‌شد.
وی همچنین برندهٔ جوایزی همچون لژیون دونور (شوالیه) شده‌است.
بوریس پاهور در ۳۰ مهٔ ۲۰۲۲، در سن ۱۰۸ سالگی درگذشت.